# Software Competence Center Hagenberg
Die Software Competence Center Hagenberg GmbH (SCCH) ist ein unabhängiges Forschungszentrum in den Bereichen Software Science und Data Science in Österreich und zählt zu den Beteiligungsgesellschaften der Upper Austrian Research GmbH, der Leitgesellschaft für Forschung des Landes OÖ. Seit der Gründung des SCCH als Spin-off durch die Johannes Kepler Universität (JKU) im Jahr 1999 setzt das COMET K1-Kompetenzzentrum auf anwendungsorientierte Forschung und Entwicklung im Softwarepark Hagenberg. Im Mittelpunkt stehen Data & Software Science. Die enge Kooperation mit Partnern aus der Wissenschaft, insbesondere mit dem Gründungspartner JKU sowie mit zahlreichen namhaften Unternehmen aus Wirtschaft und Industrie, macht das SCCH zu einem Paradebeispiel für eine gut funktionierende Ausrichtung entlang der ‚Innovation Chain‘ Bildung, Forschung und Wirtschaft. Das SCCH hat seine Schwerpunkte sowohl in Software für die Produktion, als auch in den Daten, die durch die lernenden Systeme eine immer größere Rolle spielen. Ohne diese Kombination an Schwerpunkten ist Industrie 4.0 nicht denkbar. Das COMET-Zentrum Software Competence Center Hagenberg wird im Rahmen von COMET – Competence Centers for Excellent Technologies durch BMVIT, BMK und Land Oberösterreich gefördert. Das Programm COMET wird durch die FFG abgewickelt.

## Geschichte
Das Software Competence Center Hagenberg wurde im Juli 1999 im Rahmen des Kplus Kompetenzzentren-Programms, dem österreichischen Regierungsprogramm für Kooperation zwischen Industrie und Wissenschaft, von fünf Instituten der Technisch-Naturwissenschaftlichen Fakultät der Johannes Kepler Universität Linz (JKU) gegründet.
Gründungsinstitute:
- RISC – Research Institute for Symbolic Computation (Institut für Symbolisches Rechnen, Bruno Buchberger)[2]
- Institut für Wirtschaftsinformatik (heute Software Engineering, Gustav Pomberger)[3]
- FLLL – Institut für wissensbasierte, mathematische Systeme und Fuzzy Logic Labor Linz-Hagenberg (Klement)[4]
- FAW – Institut für anwendungsorientierte Wissensverarbeitung (Wagner)[5]
- Institut für Industriemathematik (Heinz Engl)[6]

Das Software Competence Center Hagenberg befindet sich im ehemaligen Meierhof des Schlosses Hagenberg.

## Organisation und Aufgaben
Das Software Competence Center Hagenberg ist ein Zusammenschluss von Partnern aus Wissenschaft, Wirtschaft und Wirtschaftsförderung der Landesebene zu einer Forschungseinrichtung in den Bereichen Software Science und Data Science. Die Besitzverhältnisse verteilen sich:
- Upper Austrian Research GmbH: 33,33 % (Forschungsholding des Landes Oberösterreich)
- Johannes Kepler Universität Linz: 33,33 %
- Verein der Partnerfirmen des Software Competence Center: 33,33 %

Wissenschaftliche Vernetzung besteht u. a. mit der Czech Technical University Prag, Universidad de Castilla-La Mancha, FH OÖ Forschungs- und Entwicklungs GmbH, SBA Research, Universität Innsbruck, Universität Klagenfurt, Universität Passau.
An der Johannes Kepler Universität Linz besteht enge Vernetzung mit den Gründerinstituten RISC, FLLL, FAW, SWE, und mit den Instituten für Systemsoftware (SSW), und für Bioinformatik.
Unternehmenspartner sind etwa voestalpine, TRUMPF Maschinen Austria, Siemens Transformers Austria, KEBA AG, Fronius International GmbH, PKE Holding AG, STIWA Holding GmbH, Track Machines Connected GmbH, KTM Innovation GmbH.

## Kompetenzbereiche
Das Software Competence Center Hagenberg konzentriert sich in seiner anwendungsorientierten Forschung auf die beiden Standbeine Data Science und Software Science.
Data Science
In Data Science werden Daten in Wissen umgewandelt. Dabei wird die datengetriebene Modellierung für datenintensive Anwendungen wie Fehlerdiagnose, Qualitätsprüfung, vorausschauende Wartung, Prozessverständnis und Prozessoptimierung genutzt. Die Forschung in Data Science verwendet maschinelles Lernen in Kombination mit der mathematischen Modellierung – die auf der Signal- und Bildverarbeitung, der Spieltheorie und Optimierung – basiert.
- Forschungsthemen sind: Computer Vision, Deep Learning, Prognoseverfahren, Machine Learning, Datenanalysen, Künstliche Intelligenz

Software Science
Software Science am SCCH umfasst Software-Design, Software-Engineering und Software-Analyse zur Software-Wartung und Weiterentwicklung langlebiger, softwareintensiver, nicht herkömmlicher Softwaresysteme, z. B. in der industriellen Automatisierung. Die Methodik, auf der die Forschung basiert ist die Extraktion von Wissen aus Software-Artefakten (z. B. Quellcode, Konfigurationsdateien, Testfälle, Kommentare), statische Programmanalyse und Testautomatisierung.
- Forschungsthemen sind: Secure Software Analytics, Software Tests, Human-Centered Software Engineering, Code-Extraction, Software-Qualität

## Preise und Auszeichnungen
- eAward, Kategorie Verwaltung & eGovernment, Projekt INDYCO – Katastrophen optimal managen, März 2016
- EARTO Innovation Award, Projekteinreichung „Real-time tracking of rapidly moving objects“, S. 20, October 2015
- eAward, SCCH und Evntogram Labs, 1. Platz in der Kategorie Arbeit und Organisation für die Informations- und Kommunikationslösung „Bizzify“, Jänner 2015
- eAward, SCCH und Evntogram Labs, „Eventplaner für die Hosentasche“, Februar 2014
- Green IT Award and T-Systems Innovation Award, Platz 1 für „Energiecontainer“, November 2011
- GC Genius Award, Kategorie Forschungseinrichtung, Platz 2 für "Softwareplattform für Point-of-Care-Untersuchungen, Oktober 2011
- LUPE Award, Preis für Wissenschaftskommunikation, Platz 2 für „Wie kann man das Wetter lokal vorhersagen“, November 2009
- GC Genius Award, Kategorie Forschungseinrichtung, Platz 2 für „Elektronisches Präventions-Organisations-System Lärm/Audiometrie (EPOS-LA)“, Oktober 2009
- GC Genius Award, Kategorie Forschungseinrichtung, Platz 1 für „4D Herzanalyse“, Oktober 2008
- Nominierung für den European ICT Prize 2007 zusammen mit Trodat GmbH für das Projekt DigitalStamp
- Austria’s Best Companies Award 2006 von PricewaterhouseCoopers, KSV1870 und Wirtschaftsblatt, Platz 5 Platz in der Kategorie „Dynamische Kleinbetriebe“
- Innovationspreis des Landes Oberösterreich, Oktober 2005
- Best Business Award, Oktober 2004